# Mangelbräde

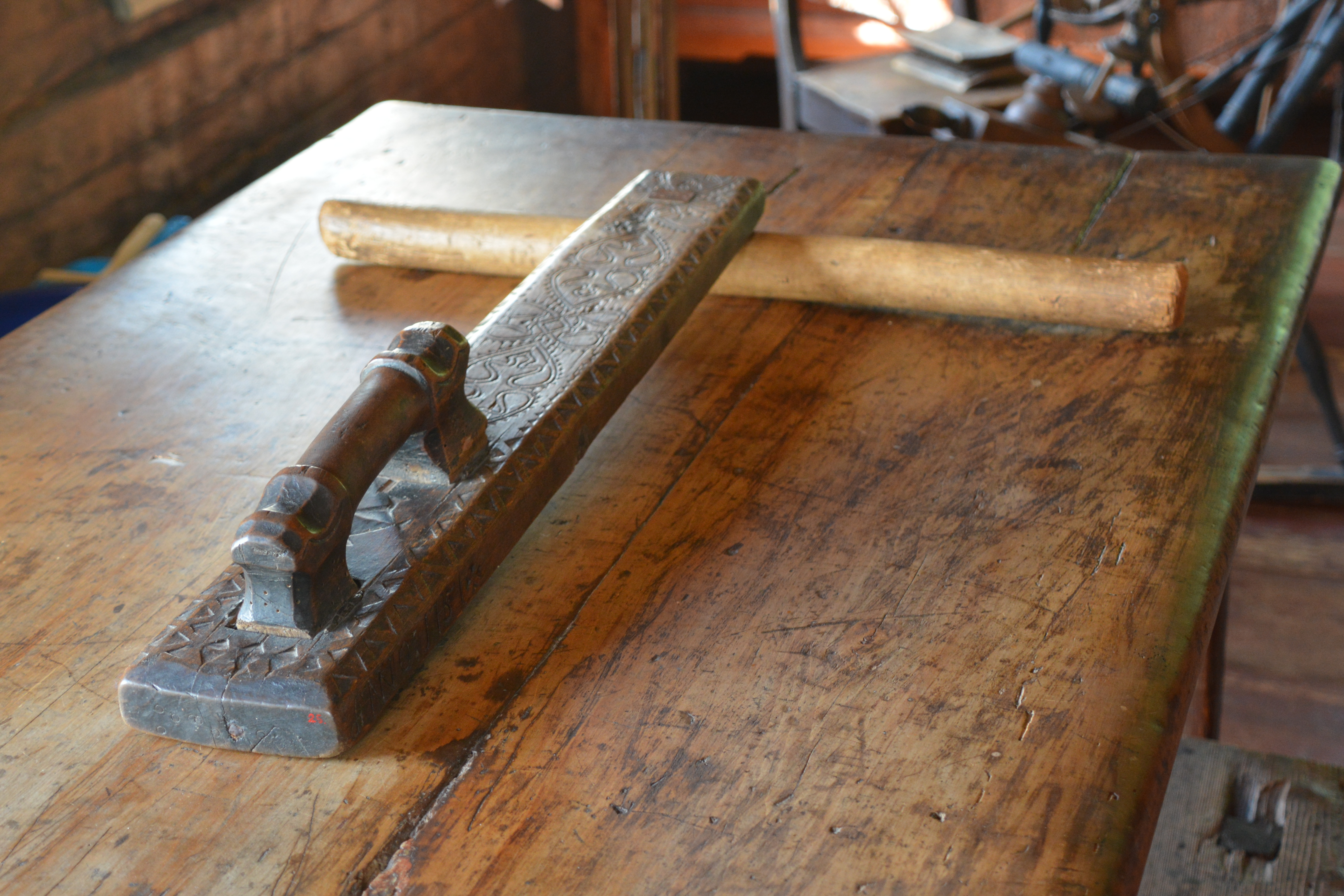
Finländskt mangelbräde med kavel, daterad 1751, i Aleksis Kivis födelsehem Stenvallsgården i Palojoki.

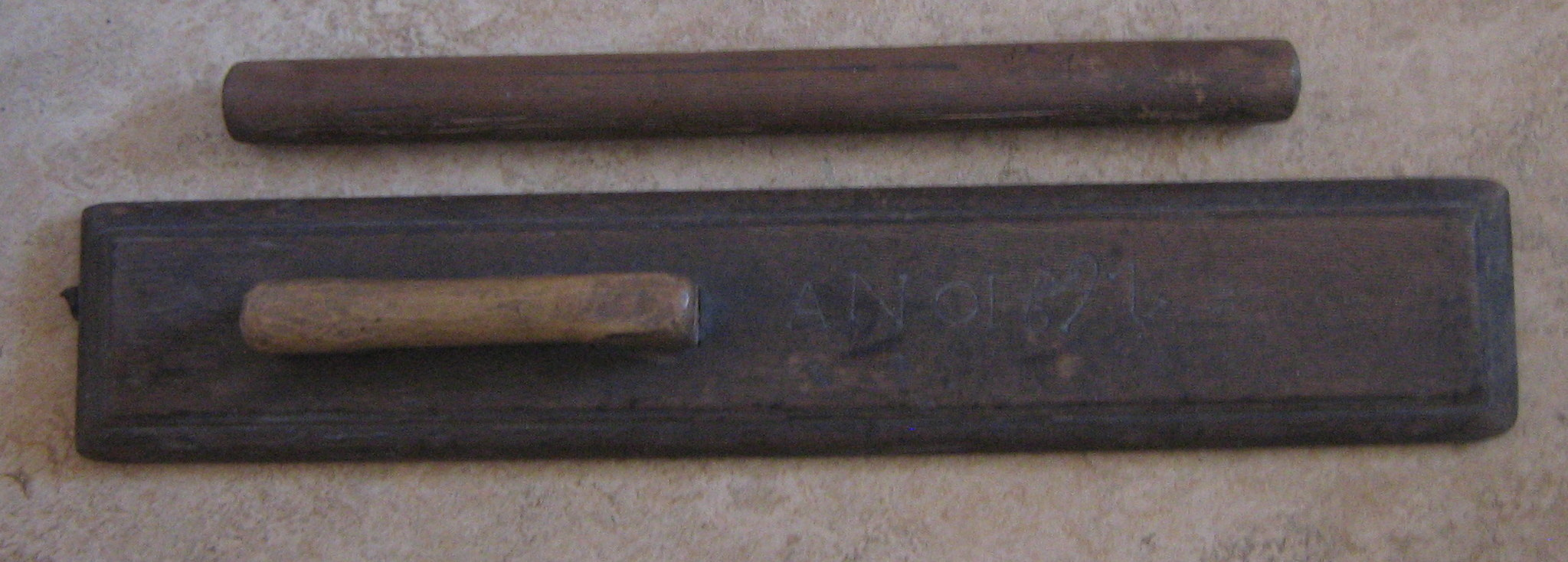
Gotländskt mangelbräde med kavel, daterad 1692.

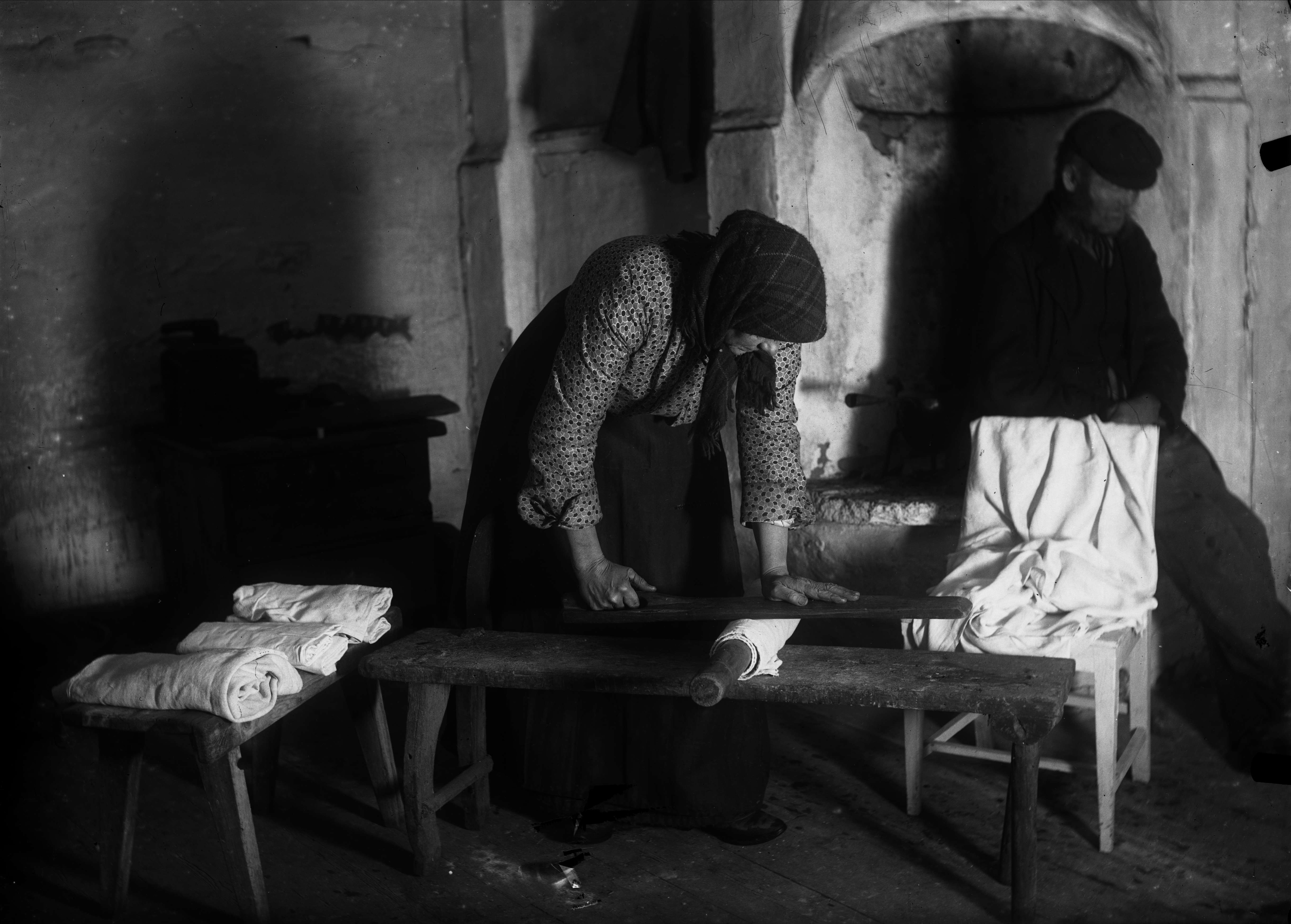
Kvinna manglar med mangelbräde och kaveldon, Mangskog 1910.

Mangelbräde eller kavelbräde är ett redskap av trä som använts för mangling av textilier. Mangelbrädet användes tillsammans med en kavel, en slät rulle av trä. Den textil, som skulle manglas, lades på ett bord eller annat slätt underlag. Tyget rullades upp på kaveln och sedan trycktes mangelbrädet mot rullen och fördes fram och tillbaka över tyget.
Mangelbrädets ålder är oklar. Som träföremål hör det till den typ av föremål, som inte ofta har bevarats. Mycket tyder på att användning fick sin stora utbredning under 1500-talet. Det ersatte då den äldre, i södra delar av Sverige in på 1800-talet förekommande, glättestenen. Äldre mangelbräden är jämnbreda och försedda med ett högre, mot kanterna avfasat mittparti. Yngre mangelbräden är ofta bredare mot främre ändan och har en plan översida. De äldsta handtagen har vanligen en enkel bygelform, vilke under 1700-talet ofta omformades till en häst.
En speciell form, där det bygelformade handtaget är placerat direkt i mangelbrädans bakre sida, och därför liknar ett stort klappträ, förekommer i Västsverige, Norge och Island.
Mangelbräden var alldagliga bruksföremål som ofta hade rik dekor, och det var vanligt att de hade skulpterade handtag. Dekoren medförde att mangelbräden var en föremålstyp som många museer samlade in. Upplandsmuseet har till exempel 146 mangelbräden i sina samlingar.